# 18873 Larryrobinson
18873 Larryrobinson è un asteroide della fascia principale. Scoperto nel 1999, presenta un'orbita caratterizzata da un semiasse maggiore pari a 2,4066971 UA e da un'eccentricità di 0,2116176, inclinata di 9,21337° rispetto all'eclittica.